# Gerardo Viñas Dioses
Gerardo Fidel Viñas Dioses es un político peruano. Fue presidente del Gobierno Regional de Tumbes entre 2011 y 2014. Actualmente se encuentra preso en el penal de Ancón cumpliendo una condena de once años de prisión que le fue impuesta en el año 2018 por el delito de lavado de activos cometido durante su gestión como presidente regional.
Nació en la ciudad de Tumbes el 30 de abril de 1965. Cursó sus estudios primarios y secundarios en su ciudad natal. No cuenta con estudios superiores.
Su primera participación política se dio en las elecciones regionales del 2002 en las que fue candidato a consejero regional sin éxito. En las elecciones generales del 2006 tentó su elección como congresista por el departamento de Tumbes sin lograr la representación. En las elecciones municipales del 2006 fue candidato del Partido Nacionalista Peruano a la alcaldía de la provincia de Tumbes sin lograr el cargo. Participó en las elecciones regionales del 2002 como candidato a la presidencia del Gobierno Regional de Tumbes siendo elegido para ese cargo en segunda vuelta.
El 31 de julio del 2014, el Jurado Nacional de Elecciones dejó sin efecto su credencial como presidente regional por la existencia de un mandato de detención vigente en su contra dictada por el segundo juzgado de investigación preparatoria de Tumbes dentro de la investigación que se le siguió por los delitos de colusión agravada, omisión, rehusamiento y demora de actos funcionales. Su cargo fue asumido por su vicepresidente Orlando La Chira Pasache.
Tras obtener su liberación, en el 2014 se volvió a ordenar su captura pasando a la clandestinidad. Fue capturado en junio del 2014 en Ecuador. En el 2018, fue sentenciado en primera instancia a once años de cárcel por el delito de lavado de activos al integrar, junto con su familia, una organización criminal para adquirir diversos inmuebles con dinero proveniente de los actos de corrupción cuando asumió la presidencia regional de Tumbes. El año 2020 esa condena fue ratificda por la Sala Penal de Apelaciones Nacional Permanente Especializada en Crimen Organizado. Se hizo público que el desfalco ocasionado por Viñas al Gobierno Regional de Tumbes durante su gestión ascendería a unos setenta millones de soles.